# つばきファクトリー
つばきファクトリー (CAMELLIA FACTORY)は、ハロー!プロジェクトに所属する日本の女性アイドルグループ。所属事務所はアップフロントプロモーション。
第50回日本有線大賞新人賞受賞。第59回日本レコード大賞最優秀新人賞受賞。

## 概要
2015年4月29日、ハロプロ研修生により結成。メンバーの加入・卒業・脱退により2025年8月16日現在、メンバーは11名となっている。
グループ名は「万葉の時代から人々に愛されてきた日本原産の花、『ツバキ（椿）』のように端正で凛とした美しさをたたえつつ、エバーグリーンな瑞々しさと強さを備えたグループに育ってほしい」という思いから付けられ、こぶしファクトリー同様、グループ名の選考には当時「ハロー!プロジェクト・アドバイザー」だった清水佐紀も関わっている。
「ファクトリー（=工房）」という言葉には、Berryz工房の精神を継承してほしいという思いが込められている。

## メンバー

### 現在のメンバー
| 名前                         | ニックネーム | 生年月日 （年齢）      | 血液型 | 身長    | 出身地   | メンバーカラー     | 加入年月日 （通称）                 | 研修生出身 | 備考                |
| ---------------------------- | ------------ | ---------------------- | ------ | ------- | -------- | ------------------ | ----------------------------------- | ---------- | ------------------- |
| 谷本安美 （たにもと あみ）   | あんみぃ     | 1999年11月16日（25歳） | B型    | 157.5cm | 北海道   | ライトパープル     | 2015年4月29日 （結成メンバー）      | 研修生     | リーダー。          |
| 小野瑞歩 （おの みずほ）     | おみず       | 2000年9月29日（24歳）  | O型    | 163cm   | 東京都   | エメラルドグリーン | 2016年8月13日 （さにこ）            | 研修生     | サブリーダー。      |
| 小野田紗栞 （おのだ さおり） | さおりん     | 2001年12月17日（23歳） | O型    | 153.2cm | 静岡県   | ピーチ             | 2016年8月13日 （さにこ）            | 研修生     | 元ぷりんせす♪りぼん |
| 秋山眞緒 （あきやま まお）   | まおぴん     | 2002年7月29日（23歳）  | B型    | 158.5cm | 大阪府   | ライトレッド       | 2016年8月13日 （さにこ）            | 研修生     |                     |
| 河西結心 （かさい ゆうみ）   | ゆってぃー   | 2003年7月30日（22歳）  | O型    |         | 山梨県   | パープル           | 2021年7月7日 （リトルキャメリアン） |            | 元アミューズ所属    |
| 福田真琳 （ふくだ まりん）   | まりん       | 2004年10月18日（20歳） | AB型   |         | 長崎県   | ロイヤルブルー     | 2021年7月7日 （リトルキャメリアン） |            |                     |
| 豫風瑠乃 （よふう るの）     | るの         | 2007年12月20日（17歳） | O型    | 155cm   | 大阪府   | マスタード         | 2021年7月7日 （リトルキャメリアン） | 研修生     |                     |
| 石井泉羽 （いしい みはね）   | みは         | 2008年10月20日（16歳） | O型    |         | 神奈川県 | ホワイト           | 2024年2月7日 （ひなーず）           |            |                     |
| 村田結生 （むらた ゆう）     | ゆー         | 2010年3月12日（15歳）  | O型    |         | 愛知県   | ライトピンク       | 2024年2月7日 （ひなーず）           |            |                     |
| 土居楓奏 （どい ふうか）     | ふうちゃん   | 2010年3月23日（15歳）  | AB型   | 148.2cm | 大阪府   | ブライトグリーン   | 2024年2月7日 （ひなーず）           |            |                     |
| 西村乙輝 （にしむら いつき） |              | 2010年10月15日（14歳） | A型    |         | 神奈川県 | イエロー           | 2025年8月16日                       | 研修生     |                     |

### 元メンバー
| 名前                           | 愛称       | 生年月日               | 血液型 | 身長    | 出身地 | メンバーカラー | 加入日        | 卒業・脱退日 卒業公演の開催地              | 在籍年齢 加入-卒業 | 在籍日数                  | 研修生出身 | ハロプロへの在籍状況                                     | 備考                                                                                        |
| ------------------------------ | ---------- | ---------------------- | ------ | ------- | ------ | -------------- | ------------- | ------------------------------------------ | ------------------ | ------------------------- | ---------- | -------------------------------------------------------- | ------------------------------------------------------------------------------------------- |
| 小片リサ （おがた りさ）       | りさまる。 | 1998年11月5日（26歳）  | A型    | 159cm   | 東京都 | ライトオレンジ | 2015年4月29日 | 2020年12月28日 卒業公演なし                | 16歳-22歳          | 2070日 （5年7か月と29日） | 研修生     | 同時にハロプロも離脱                                     | 元ナイスガールトレイニー 2020年10月8日から活動休止していた。 2021年6月1日、芸能活動を再開。 |
| 浅倉樹々 （あさくら きき）     | ききちゃん | 2000年9月3日（24歳）   | AB型   | 153cm   | 千葉県 | ライトピンク   | 2015年4月29日 | 2023年4月2日 幕張メッセ 国際展示場 4ホール | 14歳-22歳          | 2895日 （7年11か月と4日） | 研修生     | 同時にハロプロも卒業 （2025年3月31日を以って芸能界引退） |                                                                                             |
| 山岸理子 （やまぎし りこ）     | りこりこ   | 1998年11月24日（26歳） | B型    | 155cm   | 千葉県 | ライトグリーン | 2015年4月29日 | 2023年11月6日 日本武道館                   | 16歳-24歳          | 3113日 （8年6か月と8日）  | 研修生     | 同時にハロプロも卒業                                     |                                                                                             |
| 岸本ゆめの （きしもと ゆめの） | きしもん   | 2000年4月1日（25歳）   | B型    | 166.5cm | 大阪府 | イエロー       | 2015年4月29日 | 2023年11月6日 日本武道館                   | 15歳-23歳          | 3113日 （8年6か月と8日）  | 研修生     | 同時にハロプロも卒業                                     |                                                                                             |
| 新沼希空 （にいぬま きそら）   | きそら     | 1999年10月20日（25歳） | O型    | 160.2cm | 愛知県 | ライトブルー   | 2015年4月29日 | 2024年6月10日 日本武道館                   | 16歳-24歳          | 3330日 （9年1か月と12日） | 研修生     | 同時にハロプロも卒業、 および芸能界を引退                |                                                                                             |
| 八木栞 （やぎ しおり）         | ﾔｷﾞｼｵﾘ     | 2003年9月19日（21歳）  | O型    |         | 愛知県 | オレンジ       | 2021年7月7日  | 2025年4月30日 日本武道館                   | 17歳-21歳          | 1393日 （3年9か月と23日） |            | 同時にハロプロも卒業                                     |                                                                                             |

### リーダー
| 代 | 名前     | 期間                          | 日数                     | 年齢        |
| -- | -------- | ----------------------------- | ------------------------ | ----------- |
| 1  | 山岸理子 | 2015年8月8日 - 2023年11月6日  | 3064日（8年2か月と29日） | 16歳 - 24歳 |
| 2  | 新沼希空 | 2023年11月7日 - 2024年6月10日 | 216日（7か月と3日）      | 24歳 - 24歳 |
| 3  | 谷本安美 | 2024年6月11日 -               | 継続中                   | 24歳 -      |

### サブリーダー
| 代 | 名前     | 期間                           | 日数                     | 年齢        |
| -- | -------- | ------------------------------ | ------------------------ | ----------- |
| 1  | 小片リサ | 2015年8月8日 - 2020年12月28日  | 1969日（5年4か月と20日） | 16歳 - 22歳 |
| 2  | 新沼希空 | 2021年12月31日 - 2023年11月6日 | 675日（1年10か月と6日）  | 22歳 - 24歳 |
| 3  | 谷本安美 | 2023年6月10日 - 2024年6月10日  | 366日（1年）             | 23歳 - 24歳 |
| 4  | 小野瑞歩 | 2024年6月11日 -                | 継続中                   | 23歳 -      |

## グループ編成
| 日時           | メンバー                                                | 増減 | 人数 | 発売シングル            |
| -------------- | ------------------------------------------------------- | ---- | ---- | ----------------------- |
| 2015年4月29日  | 山岸理子 小片リサ 新沼希空 谷本安美 岸本ゆめの 浅倉樹々 |      | 6人  | I1・I2・I3              |
| 2016年8月13日  | 小野瑞歩 小野田紗栞 秋山眞緒 加入                       | ＋3  | 9人  | 1・2・3・4・5・D1・6・7 |
| 2020年12月28日 | 小片リサ 活動終了                                       | －1  | 8人  |                         |
| 2021年7月7日   | 河西結心 八木栞 福田真琳 豫風瑠乃 加入                  | ＋4  | 12人 | 8・9・10                |
| 2023年4月2日   | 浅倉樹々 卒業                                           | －1  | 11人 | 11                      |
| 2023年11月6日  | 山岸理子 岸本ゆめの 卒業                                | －2  | 9人  |                         |
| 2024年2月7日   | 石井泉羽 村田結生 土居楓奏 加入                         | ＋3  | 12人 |                         |
| 2024年6月10日  | 新沼希空 卒業                                           | －1  | 11人 | 12                      |
| 2025年4月30日  | 八木栞 卒業                                             | －1  | 10人 | 13・D2                  |
| 2025年8月16日  | 西村乙輝 加入                                           | ＋1  | 11人 |                         |

1. ↑  浅倉樹々は不参加
2. ↑  岸本ゆめのは不参加
3. ↑  「ベイビースパイダー」「青春エクサバイト」について新沼希空も参加
4. ↑  八木栞も参加

## 略歴

### 2015年・2016年：結成、インディーズ活動、6人から9人へ
2015年4月29日、こぶしファクトリーに続くハロプロ研修生からの新ユニットとして、山岸理子、岸本ゆめの、新沼希空、浅倉樹々、小片リサ、谷本安美の6名による「つばきファクトリー」の結成を発表。なお、この日をつばきファクトリーの結成日としている。
5月4日、『ハロプロ研修生 発表会2015 〜春の公開実力診断テスト〜』にてグループをお披露目。南沙織の「17才」をカバー。
5月16日、オフィシャルブログを開設。6月3日公開の『ハロ!ステ#120』にてメンバーカラーを発表。
8月8日、中野サンプラザにて行われた『Hello! Project 2015 SUMMER 〜CHALLENGER〜』にて、リーダーが山岸理子、サブリーダーが小片リサに決定したことが発表された。また、つばきファクトリー初のオリジナル楽曲「青春まんまんなか!」を初披露。9月6日、1stインディーズシングル「青春まんまんなか!」を『ハロプロ研修生 発表会2015〜9月の生タマゴShow!〜』にて会場先行販売。
10月8日 - 18日、池袋シアターグリーン BIG TREE THEATERにて、つばきファクトリーの初主演舞台「演劇女子部ミュージカル『Thank you Very Berry』」を上演。
2016年5月18日、インディーズミニアルバム『つばきファクトリー SOUND+VISION Vol.1』をリリース。
8月13日、牛込箪笥区民ホールにて開催されたファンクラブイベントにおいて、ハロプロ研修生から小野田紗栞、小野瑞歩、秋山眞緒が加入することが発表された。9月13日、公式YouTubeチャンネルで公開された動画にて、追加メンバー3名のメンバーカラーが発表された。
9月4日、Zepp Tokyoにて開催された『Hello! Project 研修生発表会 2016 9月 〜SINGING!〜』において、つばきファクトリーが2017年1月にアップフロントワークスの最筆頭レーベル「zetima」からメジャーデビューすることが発表された。

### 2017年 - 2020年：メジャーデビュー、レコード大賞受賞、ライブハウスツアー、オリジナルアルバム発売
2017年2月22日、1stシングル「初恋サンライズ/Just Try!/うるわしのカメリア」でメジャーデビュー。
11月9日、『第50回日本有線大賞』新人賞を受賞。12月30日、『第59回日本レコード大賞』最優秀新人賞を受賞。
2018年2月22日、ディファ有明にて初のワンマンライブ『つばきファクトリー ワンマンLIVE 〜First Blossom〜』を開催。また、4月15日よりグループ初のライブハウスツアー『つばきファクトリーライブツアー2018春「初恋」』を全9か所18公演で開催されることを同公演中に発表。
4月18日、国民的アニメソングカバーコンテスト『愛踊祭2018』の公式サポーターをこぶしファクトリーとともに務めることを発表。敗者復活WEB予選の課題曲である「ひょっこりひょうたん島」をカバー。5月3日 - 5月5日、こぶしファクトリーとの合同コンサートツアー『こぶしファクトリー&つばきファクトリー プレミアムライブ2018春 “KOBO”』を開催。
7月25日、上々軍団のシングル「仲間」に新沼・岸本・小野田・秋山の4名が参加。さわやか五郎・岸本・小野田によるユニット「乙女マンジ学園」として「感謝感激マジマンジ」を、鈴木啓太・新沼・秋山によるユニット「やまとなでしこセミコロン」として「素直になれないサクランボ」をそれぞれ歌唱。
9月16日 - 12月1日、『つばきファクトリー ライブツアー 2018秋 -微熱-』を全14か所28公演で開催。
9月21日、テレビ東京系テレビアニメ『トロールズ: シング・ダンス・ハグ!』のオープニングソングおよびエンディングソングを担当することが発表された。
11月14日、初のオリジナルアルバムアルバム『first bloom』を発売。
2019年2月22日、新木場STUDIO COASTにてワンマンライブ『つばきファクトリー ライブツアー2019春・爛漫 メジャーデビュー2周年スペシャル』を開催。3月10日 - 5月26日、『つばきファクトリー ライブツアー2019春・爛漫』を全15都市32公演で開催。
4月19日、国民的アニメソングカバーコンテスト『愛踊祭2019』の公式サポーターを務めることを発表。

#### 浅倉の一時活動休止
2019年5月8日、浅倉は患っている腰椎椎間板ヘルニアの症状が顕著に現れていることから、2017年に一度活動休止を経て、再び活動休止することが発表された。ダンスパフォーマンスのみならず、他の活動も控え、しばらく様子を見る必要があると診断され、回復に専念のため、開催中の春ツアーは発表以降の全公演不参加になった。
なお、浅倉活動休止後は浅倉を除く8人体制でグループ活動を継続する。
6月6日 - 23日、サンシャイン劇場・メルパルクホールにて、主演舞台「演劇女子部『遙かなる時空の中で6 外伝 〜黄昏ノ仮面〜』」を上演。
9月7日 - 12月8日、『つばきファクトリー ライブツアー2019秋：月光』を全20都市40公演で開催。
2020年1月15日、6thシングル「意識高い乙女のジレンマ/抱きしめられてみたい」を発売。浅倉は新曲発売記念イベントより活動復帰。
2月22日、『つばきファクトリー ライブツアー2020春 椿』は新型コロナウイルス感染症の影響により初日公演以降全公演中止。5月、グループ初のホールツアー『つばきファクトリー コンサートツアー2020春 CAMELLIA』を全3都市6公演で開催予定だったが、新型コロナウイルス感染症の影響により中止となった。

#### 小片の活動休止及びグループ活動終了
10月8日、小片リサについて「ハロー!プロジェクトのルールに反する事案が発覚、本人も事実を概ね認めた」とし、当分の間活動休止となることがハロー!プロジェクトの公式サイトで発表された。つばきファクトリーは当面8人体制でグループ活動を継続する。
12月28日、活動休止していた小片リサについて、ハロー!プロジェクトおよびつばきファクトリーでの活動は終了し、新たに別途芸能活動を行うことがハロー!プロジェクトの公式サイトで発表された。9月30日に発売された7thシングル「断捨ISM/イマナンジ?」は9人体制での最後の作品となった。

### 2021年 - 2023年：2nd STEP、リトキャメの加入、日本武道館公演、初オリコン週間1位、初海外公演
2021年1月20日、YouTube番組『ハロ!ステ』で、Juice=Juiceと合同での新メンバーオーディション『ハロー!プロジェクト「Juice=Juice」「つばきファクトリー」合同新メンバーオーディション』を開催することが発表された。7月7日、ハロー!プロジェクトのYouTube番組『ハロ!ステ』にて、『ハロー!プロジェクト「Juice=Juice」「つばきファクトリー」合同新メンバーオーディション』の合格者である河西結心、八木栞、福田真琳、およびハロプロ研修生から豫風瑠乃がつばきファクトリーに加入することが発表された。
5月26日、2ndアルバム『2nd STEP』を発売。同日公開されたYouTubeの動画内で、10月18日に単独では初となる日本武道館ワンマン公演「つばきファクトリー コンサート2021 『CAMELLIA〜日本武道館スッペシャル〜』」の開催が決定したことが発表された。
11月17日、12人体制初となる8thシングル「涙のヒロイン降板劇/ガラクタDIAMOND/約束・連絡・記念日」を発売。
12月31日、中野サンプラザで行われた『Hello! Project Year-End Party 2021 〜 GOOD BYE & HELLO ! 〜』第1部にて、新沼希空がサブリーダーに就任することが発表された。
2022年2月20日、ハーモニーホール座間・大ホールにて『つばきファクトリー メジャーデビュー5周年記念ライブ 〜君ならで誰にか見せむ椿の花色をも香をも知る人ぞ知る〜』を開催。3月20日 - 6月4日、初のホールツアー『つばきファクトリー CONCERT TOUR 〜PARADE〜』を全11都市15公演で開催。
4月29日、YouTubeのサブチャンネルとなる『つばきファクトリーのhappyに過ごそうよ』が始動。
5月16日、2回目の日本武道館にてワンマンライブ『つばきファクトリー CONCERT TOUR〜PARADE 日本武道館スッペシャル〜』を開催。
6月29日、9thシングル「アドレナリン・ダメ/弱さじゃないよ、恋は/アイドル天職音頭」を発売。同作品でグループ結成以来初となるオリコン週間シングルランキング1位を獲得した。
8月25日、河口湖ステラシアターにて『つばきファクトリーの夏祭り 2022 〜灼熱〜』を開催。以降2年連続開催。
9月7日、浅倉樹々が2023年春をもってつばきファクトリーおよびハロー!プロジェクトを卒業することが発表された。9月25日 - 11月23日、ホールツアー『つばきファクトリー CONCERT TOUR 〜Fomalhaut〜』を全11都市14公演で開催。
11月28日、Billboard Live TOKYOにて『つばきファクトリーメジャーデビュー5周年記念!SPOOX MUSIC〜つばきファクトリーXmas LIVE〜』を開催。
2023年4月2日、浅倉樹々が幕張メッセ 国際展示場 4ホールで行われた「Hello! Project ひなフェス 2023 つばきファクトリー プレミアム 〜浅倉樹々 卒業スペシャル〜」公演をもってつばきファクトリーおよびハロー!プロジェクトを卒業した。
4月13日、リーダーの山岸理子とメンバーの岸本ゆめのが2023年秋のコンサートツアーをもってつばきファクトリーおよびハロー!プロジェクトを卒業することが発表された。4月15日 - 6月11日、ホールツアー『つばきファクトリー CONCERT TOUR 〜シュンカン〜』を全8都市11公演で開催。
6月10日、中野サンプラザで行われた『さよなら中野サンプラザ音楽祭』つばきファクトリー公演にて、谷本安美がサブリーダーに就任することが発表された。

#### 岸本の一時活動休止
2023年6月23日、岸本ゆめのが体調不良により病院で医師の診察を受けた結果、適応障害で1か月程度の休養および通院加療が必要であると診断され、活動を休止することが発表された。
7月31日、岸本ゆめのが引き続き通院加療が必要と診断され、8月の公演を欠席することが発表された。
9月21日、岸本ゆめのが10月7日に開催するホールツアー『つばきファクトリー コンサートツアー 2023秋「可惜夜」』より活動を再開することと11月6日に日本武道館で行う秋ツアーファイナル公演をもって山岸と同時に卒業することが発表された。
10月14日・15日、つばきファクトリーでは初となる海外単独ライブ『TSUBAKI FACTORY FIRST CONCERT 2023 SHUNKAN IN HONG KONG』『TSUBAKI FACTORY FIRST CONCERT 2023 SHUNKAN IN TAIWAN』を開催。
10月30日、山岸理子の卒業後、新沼希空へのリーダー交代が公式発表された。
11月6日、山岸理子、岸本ゆめのが日本武道館で行われた「つばきファクトリー コンサートツアー 2023秋 可惜夜〜山岸理子・岸本ゆめの 卒業スッぺシャル〜暁」公演をもってつばきファクトリー及びハロー!プロジェクトを卒業した。

### 2024年 -
2024年2月7日、前年6月から開催していた『「ハロー!プロジェクト25周年記念」新メンバーオーディション』の合格者として、石井泉羽、村田結生、土居楓奏の3人がつばきファクトリーの新メンバーとして加入することが発表された。
6月10日、新沼希空が日本武道館にて行われた「つばきファクトリー コンサートツアー 2024 春『C'mon Everybody!』新沼希空卒業スッペシャル 〜 Ready Go!Now!〜」をもってつばきファクトリー及びハロー!プロジェクトを卒業した。
6月11日、新リーダーに谷本安美、新サブリーダーに小野瑞歩が就任。
2025年1月27日、八木栞が4月30日の日本武道館公演をもってつばきファクトリーおよびハロー!プロジェクトを卒業することが発表された。
4月30日、八木栞が日本武道館にて行われた「つばきファクトリー 10th Anniversary Concert at BUDOKAN 〜OUR DAYS〜」をもってつばきファクトリー及びハロー!プロジェクトを卒業した。
8月16日、LaLa arena TOKYO-BAYにて開催されたハロー!プロジェクトのコンサートにおいて、ハロプロ研修生から西村乙輝が加入することが発表された。

## 作品
「最高位」は「オリコン週間ランキング」に準ずる

### シングル
| #                                | 発売日                        | タイトル                                                                                     | 備考                                                                                              | 最高位                        |
| インディーズ (UP-FRONT WORKS)    | インディーズ (UP-FRONT WORKS) | インディーズ (UP-FRONT WORKS)                                                                | インディーズ (UP-FRONT WORKS)                                                                     | インディーズ (UP-FRONT WORKS) |
| -------------------------------- | ----------------------------- | -------------------------------------------------------------------------------------------- | ------------------------------------------------------------------------------------------------- | ----------------------------- |
| 1                                | 2015年09月06日                | 青春まんまんなか!                                                                            | 2015年9月6日より生タマゴShow!にて会場先行販売                                                     | -                             |
| 2                                | 2015年12月31日                | 気高く咲き誇れ!                                                                              | 2015年12月31日開催 『Hello! Project COUNTDOWN PARTY 2015 〜GOOD BYE & HELLO!〜』 より会場先行販売 | -                             |
| 3                                | 2016年08月06日                | 独り占め/ 私がオバさんになっても                                                             | DVDシングル 2016年夏開催『Hello! Project 2016 SUMMER』 より会場先行販売                           | -                             |
| メジャー (zetima/UP-FRONT WORKS) |                               |                                                                                              |                                                                                                   |                               |
| 1                                | 2017年02月22日                | 初恋サンライズ/ Just Try!/ うるわしのカメリア                                                |                                                                                                   | 3位                           |
| 2                                | 2017年07月26日                | 就活センセーション/ 笑って/ ハナモヨウ                                                       |                                                                                                   | 5位                           |
| 3                                | 2018年02月21日                | 低温火傷/ 春恋歌/ I Need You 〜夜空の観覧車〜                                                |                                                                                                   | 2位                           |
| 4                                | 2018年07月18日                | デートの日は二度くらいシャワーして出かけたい/ 純情cm(センチメートル)/ 今夜だけ浮かれたかった |                                                                                                   | 2位                           |
| 5                                | 2019年02月27日                | 三回目のデート神話/ ふわり、恋時計                                                           |                                                                                                   | 2位                           |
| 6                                | 2020年01月15日                | 意識高い乙女のジレンマ/ 抱きしめられてみたい                                                 |                                                                                                   | 3位                           |
| 7                                | 2020年09月30日                | 断捨ISM/ イマナンジ?                                                                         |                                                                                                   | 4位                           |
| 8                                | 2021年11月17日                | 涙のヒロイン降板劇/ ガラクタDIAMOND/ 約束・連絡・記念日                                      |                                                                                                   | 3位                           |
| 9                                | 2022年06月29日                | アドレナリン・ダメ/ 弱さじゃないよ、恋は/ アイドル天職音頭                                   |                                                                                                   | 1位                           |
| 10                               | 2023年02月22日                | 間違いじゃない 泣いたりしない/ スキップ・スキップ・スキップ/ 君と僕の絆 feat.KIKI            |                                                                                                   | 3位                           |
| 11                               | 2023年09月27日                | 勇気 It's my Life!/ 妄想だけならフリーダム/ でも…いいよ                                      | 岸本を除く10人でのリリース                                                                        | 2位                           |
| 12                               | 2024年08月28日                | ベイビースパイダー/ 青春エクサバイト/ 鼓動OK?                                                | 「ベイビースパイダー」「青春エクサバイト」について、新沼希空も参加                                | 4位                           |
| 13                               | 2025年06月04日                | My Days for You/ 悲しみがとまらない                                                          | 八木栞も参加                                                                                      | 2位                           |

#### 配信シングル
| # | 配信日         | タイトル                                | 備考                      |
| - | -------------- | --------------------------------------- | ------------------------- |
| 1 | 2019年08月24日 | ナインティーンの蜃気楼('19 Summer Ver.) | 浅倉を除く8人でのリリース |
| 2 | 2025年07月20日 | シークレットサマー                      |                           |

#### コラボレーション
- ひょっこりひょうたん島（配信限定、2018年7月18日） - こぶしファクトリー&つばきファクトリー名義
- 仲間（2018年7月25日） - 新沼・岸本・小野田・秋山が参加
- YEAH YEAH YEAH/憧れのStress-free/花、闌の時（2018年9月26日） - ハロプロ・オールスターズ名義

### アルバム
| #                                | 発売日                        | タイトル                              | 最高位                        | 備考                                                                                                 |
| インディーズ (UP-FRONT WORKS)    | インディーズ (UP-FRONT WORKS) | インディーズ (UP-FRONT WORKS)         | インディーズ (UP-FRONT WORKS) | インディーズ (UP-FRONT WORKS)                                                                        |
| -------------------------------- | ----------------------------- | ------------------------------------- | ----------------------------- | --- |
| 1                                | 2016年05月18日                | つばきファクトリー SOUND+VISION Vol.1 | 26位                          | ミニアルバム 2016年3月19日『遊ぶ。暮らす。育てる。SATOYAMA & SATOUMIへ行こう 2016』 にて会場先行販売 |
| メジャー (zetima/UP-FRONT WORKS) |                               |                                       |                               | |
| 1                                | 2018年11月14日                | first bloom                           | 6位                           | |
| 2                                | 2021年05月26日                | 2nd STEP                              | 3位                           | |
| 3                                | 2024年02月21日                | 3rd -Moment-                          | 5位                           | 2枚組                                                                                                |

### サウンドトラック
| #                             | 発売日                        | タイトル                                                                     | 備考                                                                   |
| インディーズ (UP-FRONT WORKS) | インディーズ (UP-FRONT WORKS) | インディーズ (UP-FRONT WORKS)                                                | インディーズ (UP-FRONT WORKS)                                          |
| ----------------------------- | ----------------------------- | ---------------------------------------------------------------------------- | ---------------------------------------------------------------------- |
| 1                             | 2015年10月08日                | 演劇女子部 ミュージカル「サンクユーベリーベリー」 オリジナルサウンドトラック | 2015年10月8日より池袋シアターグリーン BIG TREE THEATERにて会場先行販売 |

### 映像作品

#### ライブ・コンサート
|                | 発売日         | タイトル | ジャンル       | 備考 |
| UP-FRONT WORKS | UP-FRONT WORKS | UP-FRONT WORKS                                                                                              | UP-FRONT WORKS | UP-FRONT WORKS |
| -------------- | -------------- | --- | -------------- | --- |
| 1              | 2015年09月26日 | Hello! Project New Fes! 2015                                                                                | DVD            | カントリー・ガールズ/こぶしファクトリーと共同名義                                                                              |
| 2              | 2018年06月13日 | つばきファクトリー ワンマンLIVE 〜First Blossom〜                                                           | DVD            | |
| zetima         |                | |                | |
| 3              | 2018年09月05日 | こぶしファクトリー&つばきファクトリー プレミアムライブ2018春 “KOBO”                                         | BD、DVD        | こぶしファクトリーと共同名義                                                                                                   |
| 4              | 2019年06月05日 | つばきファクトリー ライブツアー2019春・爛漫 メジャーデビュー2周年スペシャル                                 | BD、DVD        | |
| 5              | 2021年01月27日 | Hello! Project presents...「Premier seat」〜つばきファクトリー Premium〜                                    | BD             | |
| 6              | 2022年02月23日 | つばきファクトリー コンサート2021「CAMELLIA〜日本武道館スッペシャル〜」                                     | BD、DVD        | |
| 7              | 2022年07月20日 | つばきファクトリー メジャーデビュー5周年記念ライブ 〜君ならで誰にか見せむ椿の花色をも香をも知る人ぞ知る〜   | BD 2枚組       | Disc2はスカパー特番「行くぜ!つばきファクトリー メジャーデビュー5周年スッペシャル」を収録                                       |
| 8              | 2022年10月05日 | つばきファクトリー CONCERT TOUR〜PARADE 日本武道館スッペシャル〜                                            | BD、DVD        | |
| 9              | 2023年02月22日 | つばきファクトリー CONCERT TOUR 〜ENCORE PARADE〜                                                           | BD 2枚組       | Disc 2は つばきファクトリーの夏祭り 2022 〜灼熱〜（8月25日 河口湖ステラシアター）を収録                                        |
| 10             | 2023年03月29日 | つばきファクトリー CONCERT TOUR 〜Fomalhaut〜                                                               | BD             | 収録公演は河西が新型コロナウイルスに感染したため欠席、河西を除く11人体制で開催。                                               |
| 11             | 2023年10月18日 | Hello! Project ひなフェス 2023 【つばきファクトリープレミアム 〜浅倉樹々卒業スペシャル〜】                  | BD 2枚組       | Disc 2は つばきファクトリー メジャーデビュー6周年記念ライブ 〜Moment〜（2月23日 RaiBoC Hall(市民会館おおみや) 大ホール）を収録 |
| 12             | 2024年04月10日 | つばきファクトリー コンサートツアー 2023秋 可惜夜〜山岸理子・岸本ゆめの 卒業スッぺシャル〜暁                | BD、DVD、配信  | |
| 13             | 2024年10月02日 | つばきファクトリー コンサートツアー 2024 春「C'mon Everybody !」新沼希空卒業スッペシャル ～ Ready Go!Now!～ | BD             | |
| 14             | 2025年08月27日 | つばきファクトリー 10th Anniversary Concert at BUDOKAN 〜OUR DAYS〜                                         | BD 2枚組       | Disc 2は つばきファクトリー 10th Anniversary SPRING LIVE 2025「Bloomin'」（3月10日 江戸川区総合文化センター 大ホール）を収録   |

#### イベント
|                | 発売日         | タイトル | ジャンル       | 備考                                              |
| UP-FRONT WORKS | UP-FRONT WORKS | UP-FRONT WORKS | UP-FRONT WORKS | UP-FRONT WORKS                                    |
| -------------- | -------------- | --- | -------------- | ------------------------------------------------- |
| 1              | 2016年4月2日   | BS-TBS 開局15周年特別企画 クールジャパン 〜道〜「ベストフィフティーン 〜カントリー・ガールズ、 こぶしファクトリー、つばきファクトリー 編〜」 | DVD            | カントリー・ガールズ/こぶしファクトリーと共同名義 |

#### 舞台
|                | 発売日         | タイトル                                              | ジャンル       | 備考                           |
| UP-FRONT WORKS | UP-FRONT WORKS | UP-FRONT WORKS                                        | UP-FRONT WORKS | UP-FRONT WORKS                 |
| -------------- | -------------- | ----------------------------------------------------- | -------------- | ------------------------------ |
| 1              | 2016年2月3日   | 演劇女子部 ミュージカル「サンクユーベリーベリー」     | DVD（CD付属）  |                                |
| 2              | 2016年9月14日  | 演劇女子部「気絶するほど愛してる!」                   | DVD（CD付属）  | カントリー・ガールズと共同名義 |
| 3              | 2017年5月17日  | 演劇女子部「ネガポジポジ」                            | DVD（CD付属）  | ハロプロ研修生と共同名義       |
| zetima         |                |                                                       |                |                                |
| 4              | 2019年9月25日  | 演劇女子部「遙かなる時空の中で6 外伝 〜黄昏ノ仮面〜」 | DVD（CD付属）  |                                |

#### その他
|                | 発売日         | タイトル                                  | ジャンル       |
| UP-FRONT WORKS | UP-FRONT WORKS | UP-FRONT WORKS                            | UP-FRONT WORKS |
| -------------- | -------------- | ----------------------------------------- | -------------- |
| 1              | 2021年9月15日  | 「2nd STEP」Solo and Dance Practice Clips | BD             |

### イベントV（イベント会場限定版）
- 初恋サンライズ/Just Try!/うるわしのカメリア（2017年4月1日）[123]
- 就活センセーション／笑って／ハナモヨウ（2017年9月16日）[124]
- 低温火傷/春恋歌/I Need You 〜夜空の観覧車〜（2018年4月8日）[125]
- デートの日は二度くらいシャワーして出かけたい/純情cm(センチメートル)/今夜だけ浮かれたかった（2018年8月21日）[126]
- 三回目のデート神話/ふわり、恋時計（2019年3月30日）[127]
- 意識高い乙女のジレンマ/抱きしめられてみたい（2020年2月8日）[128]

#### コラボレーション
- YEAH YEAH YEAH／花、闌の時（2018年10月20日）[129] - ハロプロ・オールスターズ名義

## タイアップ
| 楽曲                             | タイアップ                                                                                    |
| -------------------------------- | --------------------------------------------------------------------------------------------- |
| 初恋サンライズ                   | テレビ朝日系「musicる TV」2017年2月度オープニングテーマ                                       |
| 初恋サンライズ                   | eat愛媛朝日テレビ「らぶちゅちゅ」2017年3月度エンディングテーマ                                |
| 就活センセーション               | テレビ朝日系「musicるTV」2017年8月度オープニングテーマ                                        |
| 笑って                           | RKBラジオ「ハイタッチ!」2017年7月度エンディングテーマ                                         |
| 低温火傷                         | テレビ朝日系「musicるTV」2018年2月度オープニングテーマ                                        |
| 低温火傷                         | FM FUJIパワープレイ"SOUND LEAF"楽曲                                                           |
| ひょっこりひょうたん島           | テレビ朝日主催『愛踊祭2018』敗者復活WEB予選/決勝大会 課題曲                                   |
| もうサイコー!                    | テレビ東京系アニメ「トロールズ: シング・ダンス・ハグ!」エンディングソング                     |
| 抱きしめられてみたい             | uhb 北海道文化放送「土曜プレゼンアワー」2020年1月度エンディングテーマ                         |
| Hair up 空へ!                    | テレビ東京系アニメ「トロールズ: シング・ダンス・ハグ!」オープニングソング                     |
| 断捨ISM                          | TBSテレビ（関東ローカル）『ふるさとの未来』2020年10月度（第1週のみ）エンディングテーマ        |
| イマナンジ?                      | TBSテレビ（関東ローカル）『ふるさとの未来』2020年10月度（第1週以外）エンディングテーマ        |
| マサユメ                         | エフエム岩手 2021年5月度POWER PLAY                                                            |
| マサユメ                         | KRY山口放送「KRY Morning Up」10時台エンディング曲                                             |
| マサユメ                         | bayfm「BRAND NEW HOT LINE」パワープレイ                                                       |
| マサユメ                         | 東海ラジオ「RUSH HOUR」6月度パワープレイ                                                      |
| 涙のヒロイン降板劇               | TBC東北放送11月度パワープレイ「tbcイチオシパワープレイ」                                      |
| 涙のヒロイン降板劇               | KRY山口放送「KRY Morning Up」10時台エンディング曲                                             |
| 涙のヒロイン降板劇               | YBSラジオパワープレイ「Oh! My Hits」                                                          |
| 涙のヒロイン降板劇               | NBCラジオ11月後半パワープレイ「NBCミューズハーツNEO」                                         |
| 涙のヒロイン降板劇               | BSN新潟放送ウィークリーパワープレイ「ウィークリーチューン」                                   |
| 涙のヒロイン降板劇               | TBSテレビ（関東ローカル）『ふるさとの未来』2021年11月度エンディングテーマ                     |
| アドレナリン・ダメ               | TBSテレビ（関東ローカル）『ふるさとの未来』2022年6月度エンディングテーマ                      |
| アドレナリン・ダメ               | YBS山梨放送「909 weekly tune」                                                                |
| 弱さじゃないよ、恋は             | TBSテレビ（関東ローカル）『ふるさとの未来』2022年7月度エンディングテーマ                      |
| アイドル天職音頭                 | TBSテレビ（関東ローカル）『ふるさとの未来』2022年8月度エンディングテーマ                      |
| 間違いじゃない 泣いたりしない    | ラジオ沖縄「ROK GO GO アーティスト」                                                          |
| 間違いじゃない 泣いたりしない    | 文化放送「くにまる食堂」パワープレイ                                                          |
| 間違いじゃない 泣いたりしない    | FM佐賀「Gat's Morning!」内リコメンド楽曲Weekly Cut's!                                         |
| 間違いじゃない 泣いたりしない    | FM佐賀「CHANGE」内リコメンド楽曲FMS Weekly Push!                                              |
| 間違いじゃない 泣いたりしない    | BSN新潟放送「ウィークリーチューン」                                                           |
| 間違いじゃない 泣いたりしない    | 山口放送「KRY Mornig Up」10時台エンディング曲                                                 |
| 間違いじゃない 泣いたりしない    | YBS山梨放送「909 weekly tune」                                                                |
| 間違いじゃない 泣いたりしない    | ABS秋田放送「まちなかSESSIONエキマイク」                                                      |
| 間違いじゃない 泣いたりしない    | 岩手めんこいテレビ「BEATNIKS」2月オープニングテーマ                                           |
| 間違いじゃない 泣いたりしない    | TBSテレビ（関東ローカル・TVer限定）『ふるさとの未来』2023年2月度エンディングテーマ            |
| 勇気 It's my Life!               | tbc東北放送「9月度tbcイチオシパワープレイ」                                                   |
| 勇気 It's my Life!               | Bayfmパワープレイ                                                                             |
| 勇気 It's my Life!               | 山口放送「KRY Morning Up」10時台エンディング曲                                                |
| 勇気 It's my Life!               | YBS山梨放送パワープレイ                                                                       |
| 勇気 It's my Life!               | RKK熊本放送 10月の「推しSONGS」                                                               |
| 勇気 It's my Life!               | BSN新潟放送「ウィークリーチューン」                                                           |
| 勇気 It's my Life!               | 長崎国際テレビ「AIR」10月度オープニング曲                                                     |
| 勇気 It's my Life!               | TBSテレビ（関東ローカル・TVer限定）『ふるさとの未来』2023年9月度エンディングテーマ            |
| Power Flower〜今こそ一丸となれ〜 | 日本ホッケー協会公認 ホッケー日本代表応援ソング                                               |
| ベイビースパイダー               | 山口放送「KRY Morning Up」10時台エンディング曲                                                |
| ベイビースパイダー               | TBSテレビ（関東ローカル・TBS FREE・TVer限定）『ふるさとの未来』2024年10月度エンディングテーマ |
| 青春エクサバイト                 | YBSラジオパワープレイ                                                                         |
| My Days for You                  | TBSテレビ（関東ローカル・TBS FREE・TVer限定）『ふるさとの未来』2025年6月度エンディングテーマ  |
| My Days for You                  | STVラジオ 6月度「今月の推薦曲」                                                               |
| 悲しみがとまらない               | NBCラジオ「NBCミューズハーツNEO」 6月前半一押しアーティスト                                   |
| 悲しみがとまらない               | 山口放送「KRY Morning Up」10時台エンディング曲                                                |
| 月夜のパ・ド・ドゥ               | BAYFM「POWER PLAY」                                                                           |

## 公演

### ライブ・コンサート

#### 合同ライブ・コンサート

##### 2015年
- ハロプロ研修生 発表会2015 〜春の公開実力診断テスト〜（5月4日、中野サンプラザ）[185]
- Hello! Project New Fes! 2015（5月16日、渋谷公会堂）[186]
- ハロプロ研修生 発表会2015 〜6月の生タマゴShow!〜（6月14日・20日・27日、Zepp Tokyo・Nagoya・Namba）[187]
- ハロプロ研修生 発表会2015 〜9月の生タマゴShow!〜（9月6日・13日・19日、Zepp Tokyo・Namba・Nagoya）[188]
- Hello! Project New Fes!Ⅱ（2015年9月23日：五反田ゆうぽうとホール、2015年9月26日：森ノ宮ピロティホール）[189]
- ハロプロ研修生 発表会2015 〜11月・12月の生タマゴShow!〜（11月28日・12月12日・13日、Zepp Nagoya・Tokyo・Namba）[190]

##### 2016年
- Hello! Project 研修生発表会 2016 2月・3月 〜SINGING!〜（2月13日・28日・3月6日、Zepp Tokyo・Nagoya・Namba）[191]
- Hello! Project 研修生発表会2016 〜春の公開実力診断テスト〜（5月5日、中野サンプラザ）[192]
- Hello! Project 研修生発表会 2016 6月 〜EXCITING!〜（6月4日・5日・12日、Zepp Namba・Nagoya・Tokyo）[193]
- Hello! Project 研修生発表会 2016 9月 〜SINGING!〜（9月4日・24日・25日、Zepp Tokyo・Namba・Nagoya）[194]
- Hello! Project 研修生発表会 2016 12月 〜EXCITING!〜（12月11日・18日・23日、Zepp Namba・Tokyo・Nagoya）[195]

##### 2017年
- Hello! Project 研修生発表会 2017 3月 〜Marching!〜（3月11日・12日・18日・20日、Zepp Tokyo・Namba・Nagoya・Tokyo）[196]
- Hello! Project 研修生発表会2017 〜春の公開実力診断テスト〜（5月5日、中野サンプラザ）[197]
- Hello! Project 研修生発表会 2017 6月 〜June Tripper!〜（6月3日・4日・10日、Zepp Nagoya・Namba・Tokyo）[198]
- Hello! Project 研修生発表会 2017 9月 〜Go NEXT!〜（9月3日・9日・10日、Zepp Tokyo・Namba・Nagoya）[199]
- Hello! Project 研修生発表会 2017 12月 〜Conti→New!〜（12月2日・3日・10日、Zepp Nagoya・Namba・Tokyo）[200]

##### 2018年
- Hello! Project 研修生発表会 2018 3月 〜さくら〜（3月11日・17日・18日、Zepp Tokyo・Namba・Nagoya）[201]
- こぶしファクトリー&つばきファクトリー プレミアムライブ2018春 “KOBO”（5月3日、中野サンプラザ / 5日、NHK大阪ホール）[202]
- Hello! Project 研修生発表会2018 〜春の公開実力診断テスト〜（5月6日、中野サンプラザ）[203]
- Hello! Project 研修生発表会 2018 6月 〜にじ〜（6月2日・3日・10日、Zepp Namba・Nagoya・Tokyo）[204]
- Hello! Project 研修生発表会 2018 12月 〜みかん〜（12月2日・9日・16日、Zepp Namba・Tokyo・Nagoya）[205]

##### 2023年
- さよなら中野サンプラザ音楽祭（6月10日、中野サンプラザ）[206]

##### 2024年
- Hello! Project 研修生発表会 2024 〜春の公開実力診断テスト〜（5月4日、TACHIKAWA STAGE GARDEN）[207] - 新沼・谷本・小野・小野田・秋山・河西・八木・福田・豫風
- SHIGA IDOL COLLECTION  “PREMIUM”（12月7日、近江八幡市文化会館 大ホール）

##### 2025年
- Hello! Project 研修生発表会 2025 9月 「It's Harvest Season !」（9月7日・23日、Zepp Namba(OSAKA)・Zepp DiverCity(TOKYO)） - ゲスト出演[208]

#### ハロー!プロジェクト コンサート
ハロー!プロジェクトの作品・出演一覧#Hello! Project コンサートを参照。つばきファクトリーはこのうち2015年7月・8月に行われた『Hello! Project 2015 SUMMER 〜DISCOVERY〜 & 〜CHALLENGER〜』以降のものに参加している。

#### コンサート帯同

##### 2015年
- アンジュルム STARTING LIVE TOUR SPECIAL @日本武道館 『大器晩成』（オープニングアクト。5月26日、日本武道館）[209]
- モーニング娘。'15コンサートツアー春 〜GRADATION〜（オープニングアクト。5月27日、日本武道館）[210]
- 9→10周年記念℃-uteコンサートツアー2015春〜The Future Departure〜（オープニングアクト。6月11日、横浜アリーナ）[211]
- カントリー・ガールズ ライブツアー2015（フレッシュアクト。7月19日 - 8月28日、6都市6公演）[212]
- アンジュルム ファーストコンサートツアー2015秋『百花繚乱』（オープニングアクト。11月14日 - 11月22日、4都市7公演）[213]
- アンジュルムファーストコンサートツアー 2015秋『百花繚乱』〜福田花音卒業スペシャル〜（オープニングアクト。11月29日、日本武道館）[214]

##### 2016年
- モーニング娘。'16コンサートツアー春〜EMOTION IN MOTION〜（オープニングアクト。3月12日・13日、4月9日・10日・23日・24日・30日、5月3日・7日・8日・15日・21日・22日、11都市25公演）[215][216][217]
- アンジュルム コンサートツアー 2016春 『九位一体』 〜田村芽実卒業スペシャル〜（オープニングアクト。5月30日、日本武道館）[218]
- モーニング娘。'16コンサートツアー春〜EMOTION IN MOTION〜鈴木香音卒業スペシャル（オープニングアクト。5月31日、日本武道館）[218]
- Juice=Juice LIVE MISSION FINAL at 日本武道館（オープニングアクト。11月7日、日本武道館）[219]
- モーニング娘。'16コンサートツアー秋〜MY VISION〜（オープニングアクト。12月12日、日本武道館）[220]

##### 2017年
- アンジュルム コンサートツアー 2017春 〜変わるもの 変わらないもの（オープニングアクト。5月15日、日本武道館）[221]
- モーニング娘。'17 コンサートツアー 春 〜THE INSPIRATION!〜（オープニングアクト。5月26日・6月23日、日本武道館）[222][223]
- ℃-ute ラストコンサート in さいたまスーパーアリーナ 〜Thank you team℃-ute〜（オープニングアクト。6月12日、さいたまスーパーアリーナ）[224]
- 嗣永桃子ラストライブ ♥ありがとう おとももち♥（オープニングアクト。6月30日、青海野外特設会場）[225]
- Juice=Juice LIVE AROUND 2017 FINAL at 日本武道館 〜Seven Squeeze!〜（オープニングアクト。11月20日、日本武道館）[226]
- モーニング娘。誕生20周年記念コンサートツアー2017秋〜We are MORNING MUSUME。〜工藤遥卒業スペシャル（オープニングアクト。12月11日、日本武道館）[227]

##### 2018年
- アンジュルム コンサートツアー 2018春 十人十色 ＋ ファイナル（オープニングアクト。5月28日、日本武道館）[228]
- モーニング娘。誕生20周年記念コンサートツアー2018春〜We are MORNING MUSUME。〜ファイナル 尾形春水卒業スペシャル（オープニングアクト。6月20日、日本武道館）[229]
- Juice=Juice LIVE 2018 at NIPPON BUDOKAN TRIANGROOOVE（オープニングアクト。10月29日、日本武道館）[230]

##### 2019年
- モーニング娘。'19コンサートツアー春 〜BEST WISHES!〜（ゲストアクト。5月6日、新潟テルサ）[231]

#### 音楽フェス

##### 2016年
- アイドル横丁夏まつり!!〜2016〜（7月2日、横浜赤レンガパーク）
- TOKYO IDOL FESTIVAL 2016（8月5日、お台場・青海周辺エリア）[232][233]
- FM-FUJI "GIRLS❤GIRLS❤GIRLS" SUMMER LIVE!!（8月9日、TSUTAYA O-EAST）

##### 2017年
- 年度末の天使かよ!supported by MEETIA（3月31日、渋谷クラブクアトロ）[234]
- 本格音楽女子祭-其の二十一-（5月9日、TSUTAYA O-EAST）[235]
- GIRLS ROCKS（5月24日、Shibuya duo MUSIC EXCHANGE）
- @JAM2017（5月27日、Zepp DiverCity）[236]
- アイドル魂 なだれ坂ロック!× THE LIVE SPECIAL Vol.5（5月28日、新宿BLAZE）
- TOKYO IDOL FESTIVAL2017（8月4日、お台場・青海周辺エリア）[237]
- テレビ朝日・六本木ヒルズ夏祭り SUMMER STATION「コカ･コーラ SUMMER STAION 音楽LIVE」（8月7日、六本木ヒルズアリーナ）[238]
- 東海ラジオ 大感謝祭 2017〜進化するラジオ〜（9月21日、オアシス21 銀河の広場）
- LIVE PRO FESTIVAL 2017（9月24日、Zepp Sapporo）
- 第3回ナカGフェス（10月19日、新宿ReNY）[239]
- “GIRLS❤GIRLS❤GIRLS” LIVE MONSTERS!!（10月27日、Shibuya duo MUSIC EXCHANGE）[240]
- SHIGA IDOL COLLECTION 2017（11月18日、守山市民ホール 大ホール）
- 第32回童謡こどもの歌コンクール グランプリ大会（11月19日、EXシアター六本木）

##### 2018年
- でんぱ組.inc Road To 愛踊祭2018 〜全世界IDOL応援PROJECT〜（3月5日、名古屋ボトムライン）[241]
- MARQUEE祭 Vol.10（3月10日、TSUTAYA O-EAST）
- HOT WAVE 推し事祭 2018（3月24日、ウェスタ川越 大ホール）[242]
- T-Palette Records Presents [Live] meets palette 201806（6月5日、恵比寿LIQUIDROOM）[243]
- 文化放送Presents「青空FES」（6月24日、日比谷野外大音楽堂）[244]
- TOKYO IDOL FESTIVAL2018（8月3日、お台場・青海周辺エリア）[245]
- 国民的アニメソングカバーコンテスト 愛踊祭〜あいどるまつり〜2018 決勝大会（9月8日、TOKYO DOME CITY HALL）
- 第4回ナカGフェス（10月17日、新宿ReNY）[246]
- MARQUEE祭 Vol.21（11月1日、TSUTAYA O-EAST）
- 第33回童謡こどもの歌コンクール グランプリ大会（11月11日、EXシアター六本木）

##### 2019年
- LIVE SHOW CASE 2019〜アイドルの加速器になりたい〜（4月27日、山野ホール）[247]
- H.I.P. presents GIG TAKAHASHI tour 2019（5月3日、神戸VARIT.）
- 小桃音まい主催公演＜コトネの日＞（5月10日、新宿ReNY）[248]
- Pimm's Presents,Special Live 2019 Spring 〜Human Xrossing〜 in TOKYO（5月10日、duo MUSIC EXCHANGE）[249]
- テレビ朝日・六本木ヒルズ夏祭り SUMMER STATION「コカ･コーラ SUMMER STAION 音楽LIVE」（7月31日、六本木ヒルズアリーナ）[250]
- TOKYO IDOL FESTIVAL2019（8月2日、お台場・青海周辺エリア）[251]
- lopi lopi 令和元年 二都物語 Kyoto stage（10月22日、KBSホール）
- 第34回童謡こどもの歌コンクール グランプリ大会（12月1日、EXシアター六本木）

##### 2020年
- 2020NAGANO冬の祭典（2月1日、長野市ホクト文化ホール 駐車場特設ステージ）
- スペシャプラスまつりvol.5 supported by スカパー! - 開花の刻、出航の刻 -（12月16日、無観客ライブ）

##### 2021年
- @ JAM EXPO 2020-2021（8月29日、横浜アリーナ）[252]
- TOKYO IDOL FESTIVAL2021【開催中止】（10月1日、お台場・青海周辺エリア）[253]
- ちかっぱ祭2021（12月12日、マリンメッセ福岡B館）[254]

##### 2022年
- SANUNITフェス in かごしま 〜ここに我らが集結!鹿児島から日本を救う〜【出演辞退】（2月12日・13日、鹿児島ウォーターフロントパーク）[255]
- R-1フェス2022〜ピン芸と音楽の祭典〜（3月5日、日本青年館ホール）[256]
- @ JAM 2022 Day2〜SUPER LIVE〜（5月29日、Zepp DiverCity(TOKYO)）[257]
- 2022 サンリオフェス（6月12日、パシフィコ横浜ノース） - 河西・八木・福田・豫風
- TOKYO IDOL FESTIVAL2022（8月6日、お台場・青海周辺エリア）[258]
- @JAM EXPO 2022（8月27日、横浜アリーナ）[259]

##### 2023年
- 超アイドル祭2023（4月29日、幕張メッセ国際展示場 11ホール）
- @JAM 2023 Day2 〜SUPER LIVE〜（5月28日、Zepp DiverCity(TOKYO)）
- SPARK2023 in YAMANAKAKO（7月16日、山中湖交流プラザ きらら）
- LuckyFes2023（7月17日、国営ひたち海浜公園）
- TOKYO IDOL FESTIVAL 2023 supported by にしたんクリニック【出演辞退】（8月4日、お台場・青海周辺エリア）[注 14]
- UP-T presents かがやきフェス2023（8月19日、本多の森北電ホール）
- @ JAM EXPO 2023 supported by UP-T（8月26日、横浜アリーナ）
- SHIGA IDOL COLLECTION（11月25日、シライシアター野洲）
- ちかっぱ祭2023（11月26日、福岡サンパレス ホテル&ホール）
- TODOROCK!! IDOL FESTIVAL（12月2日、とどろきアリーナ）
- IDOL WAVE in TOKYO（12月29日、国立代々木競技場 第二体育館）

##### 2024年
- 第6回ナカGフェス（2月27日、新宿ReNY）
- YBSよっちゃばれfestival（3月3日、YCC県民文化ホール 大ホール）
- SACOFES. UNIVERSE（4月21日、豊洲PIT）
- iDOL on-line POWERED BY UtaTen 2024 Vol.05（5月6日、品川インターシティホール） - 新沼・谷本・小野・小野田・秋山・河西・八木・福田・豫風
- ガラフェス～鳴らせ!絆ファンファーレ～（5月12日、日比谷野外大音楽堂）
- @ JAM 2024 Day2〜SUPER LIVE〜（5月26日、Zepp DiverCity） - 新沼・谷本・小野・小野田・秋山・河西・八木・福田・豫風
- A LIVE SENDAI Vol.2（6月29日、SENDAI GIGS）
- SPARK 2024 in KAWASAKI（7月15日、東扇島東公園）
- TOKYO IDOL FESTIVAL 2024 supported by にしたんクリニック（8月4日、お台場・青海周辺エリア）
- YBSよっちゃばれfestival 開局70周年SP ～山梨PR大作戦!～（9月11日、EX THEATER ROPPONGI）
- YBSよっちゃばれフェスティバル（11月10日、舞鶴城公園）

##### 2025年
- Popteen & Cuugal × ONE AND ONLY ポップキューフェス2025（6月21日、KT Zepp Yokohama）
- TOKYO IDOL FESTIVAL 2025 supported by にしたんクリニック（8月3日、お台場・青海周辺エリア）
- LuckyFes（8月9日、国営ひたち海浜公園 GARDEN STAGE）
- ワールドキルトフェスティバル2025（11月13日、パシフィコ横浜 展示ホールD）

### イベント
- トロールズ〜HAPPY HUG!〜with つばきファクトリー（2019年5月15日、ユニバーサル・スタジオ・ジャパン）[263]

## 出演

### テレビ

#### バラエティ
- The Girls Live（2015年5月10日 - 2019年3月25日、テレビ東京、BSテレ東ほか）
- AI・DOLプロジェクト（2019年4月1日 - 2020年3月30日、テレビ東京、BSテレ東ほか）
- ハロドリ。（テレビ東京、BSテレ東他）
  - 無印（2020年4月6日 - 2023年3月27日）
  - HELLO!PROJECT 25YEARS（2023年4月3日 - 12月26日）
  - 無印2期（2024年1月9日 - 6月25日）
  - -MUSIC-（2024年7月9日 - ）
- ハロプロ!TOKYO散歩season2（2020年8月26日 - 2021年4月26日、スペースシャワーTVプラス） - 2020年11月25日よりレギュラー
- 行くぜ!つばきファクトリー
  - シーズン1（2021年7月26日 - 2022年1月10日、BSスカパー! / スペースシャワーTVプラス）
  - シーズン2（2022年4月25日 - 10月10日、BSスカパー! / スペースシャワーTVプラス）
  - シーズン3（2022年11月24日 - 2023年3月27日、スペースシャワーTV）
  - シーズン4（2023年5月8日 - 10月23日、スペースシャワーTV）
  - シーズン5（2023年11月13日 - 2024年3月25日、スペースシャワーTV）
  - シーズン6（2024年5月13日 - 2025年3月24日、スペースシャワーTV）
  - 行くぜ!つばきファクトリー メジャーデビュー5周年スッペシャル（2022年2月22日、BSスカパー!）[264]
  - 行くぜ!2度目の日本武道館!つばきファクトリー GWスッペシャル（2022年5月1日、BSスカパー!）[265]

#### テレビドラマ
- 真夜中にハロー!（2022年1月13日 - 3月18日、テレビ東京ほか） - つばきファクトリー 本人役
- アイドル（2022年8月11日、NHK総合ほか） - 山岸・谷本・浅倉・秋山

#### 音楽特番
- 音楽の日 2017（2017年7月15日・7月16日、TBSテレビ）- 小片・新沼・谷本・岸本・小野
- 第50回日本有線大賞（2017年12月4日、TBSテレビ）
- 第59回輝く!日本レコード大賞（2017年12月30日、TBSテレビ）
- スカパー!音楽祭 2018（2018年3月14日、BSスカパー!）
- スカパー!みんなのファン祭り アイドルクリスマスフェス（2020年12月23日、BSスカパー! / スカパー!オンデマンド）
- スカパー! スプリングフェス 2021〜アイドルLIVE〜（2021年4月29日、BSスカパー! / スカパー!オンデマンド）[266]
- スカパー! アイドルフェス!〜2021 夏〜（2021年8月6日、BSスカパー! / スカパー!オンデマンド）[注 15][267]

#### その他のテレビ番組
- つばきファクトリー“first bloom”スペシャル（2018年11月24日、スペースシャワーTVプラス）[268]
- こぶしファクトリー特番〜みんなで咲かせた青春の花〜（2020年3月29日、BSスカパー!）
- 行くぜ!日本武道館!つばきファクトリー26時間スッペシャル（2021年9月10日 - 11日、BSスカパー!）[269]
- メンバーと一緒に観る!つばきファクトリー コンサート 2021 CAMELLIA〜日本武道館スッペシャル〜（2021年12月20日、BSスカパー!） - 山岸・浅倉・小野・福田[270]
- つばきファクトリー岸本ゆめのの 2022 年で逢いましょう with Saori（小野田紗栞）（2021年12月31日、BSスカパー!） - 岸本・小野田[270]
- つばきファクトリー浅倉樹々 卒業特番〜ちばーずwithエルディ〜（2023年3月31日、CSテレ朝チャンネル1）[271]
- つばきファクトリー新沼希空卒業特番～きそ、京都へ行こう。上海振り返りもあるよSP～（2024年7月6日、CSテレ朝チャンネル1）
- つばきファクトリー八木栞卒業特番 〜革命の五文字(ﾔｷﾞｼｵﾘ)〜（2025年5月25日、CSテレ朝チャンネル1）

### ラジオ
- つばきファクトリーのキャメリアナイト（東海ラジオ、2018年1月5日 - 2022年3月25日）[注 16][272]
- 増田紗織とつばきファクトリー岸本ゆめのと秋山眞緒の音バズ（ABCラジオ、2021年4月1日 - 9月23日） - 岸本・秋山[273]
- つばきファクトリーの「今夜だけ浮かレディオ」（RKBラジオ、2022年4月2日 - ）

### 舞台
- 演劇女子部 ミュージカル「サンクユーベリーベリー」（2015年10月8日 - 18日、池袋シアターグリーン BIG TREE THEATER）
- 演劇女子部「気絶するほど愛してる!」（2016年3月25日 - 4月3日、池袋シアターグリーン BIG TREE THEATER）[274]
- 演劇女子部「続・11人いる! 東の地平・西の永遠」（2016年6月11日 - 12日、京都劇場 / 2016年6月16日 - 26日、池袋サンシャイン劇場） - 山岸・小片・岸本・浅倉
- 演劇女子部「ネガポジポジ」（2016年11月3日 - 20日、池袋シアターグリーン BIG TREE THEATER） - 山岸・小片・浅倉・小野
- 演劇女子部「遙かなる時空の中で6 外伝 〜黄昏ノ仮面〜」（2019年6月6日 - 23日、サンシャイン劇場・メルパルクホール）[44][275][276] - 山岸・小片・谷本・岸本・小野・小野田・秋山

### 書籍
- つばきファクトリー 1stオフィシャルブック（2019年2月22日、ワニブックス） ISBN 978-4-8470-8195-8[277]

### 雑誌連載
- アップトゥボーイ『Camellia Girl Friend』（2018年7月号 - 2019年4月号、ワニブックス）
- 月刊エンタメ『こぶしファクトリー×つばきファクトリーのこぶつば夢工房』（こぶしファクトリーとの合同連載。 2018年5月号 - 2019年8月号、徳間書店）